# مايك جيمس
مايك جيمس هو لاعب اتحاد الرغبي كندي، ولد في 21 يوليو 1973 في فانكوفر في كندا.

## وصلات خارجية
- مايك جيمس عل موقع إسبنسكروم (الإنجليزية)
- مايك جيمس على موقع ItsRugby.co.uk (الإنجليزية)